# Ministère des Affaires étrangères (Yémen)
Pour les autres articles nationaux ou selon les autres juridictions, voir Ministère des Affaires étrangères.
Le ministère de Affaires étrangères (arabe : وزارة الخارجية) est le département ministériel du gouvernement yéménite chargé de veiller au bon fonctionnement de la Justice.

## Liste des ministres
Voici la liste des ministres depuis la unification du pays en 1990.
| Début | Fin      | Ministre                  | Gouvernement                                                        |
| ----- | -------- | ------------------------- | ------------------------------------------------------------------- |
| 1990  | 1993     | Abdel Karim al-Iryani     |                                                                     |
| 1993  | 1994     | Mohamed Basindawa         |                                                                     |
| 1994  | 1998     | Abdel Karim al-Iryani     |                                                                     |
| 1998  | 2001     | Abdel Kader Bajamal       |                                                                     |
| 2001  | 2014     | Abou Bakr al-Kirbi        | Gouvernement Mohamed Basindawa                                      |
| 2014  |          | Jamal Abdullah al-Sallal  | Gouvernement Mohamed Basindawa                                      |
| 2014  | 2015     | Abdullah al-Saidi (en)    | Gouvernement Khaled Bahah (1)                                       |
| 2015  |          | Riad Yassine              | Gouvernement Khaled Bahah (2)                                       |
| 2015  | 2018     | Abdel Malak al-Mekhlafi   | Gouvernement Khaled Bahah (2) Gouvernement Ahmed ben Dagher         |
| 2018  | 2019     | Khaled al-Yamani          | Gouvernement Ahmed ben Dagher Gouvernement Maïn Abdelmalek Saïd (1) |
| 2019  | 2020     | Mohammed Al-Hadhrami (en) | Gouvernement Maïn Abdelmalek Saïd (1)                               |
| 2020  | En poste | Ahmed Awad ben Moubarak   | Gouvernement Maïn Abdelmalek Saïd (2)                               |

## Annexe